# Silvio Lanaro
Silvio Lanaro (Schio, 14 agosto 1942 – Padova, 23 giugno 2013) è stato uno storico italiano.

## Biografia
Nato a Schio e cresciuto a Malo, si formò poi all'Università di Padova, dove fu allievo di Federico Seneca, e in quella stessa università insegnò, dapprima storia del Risorgimento, poi Storia Contemporanea.
Considerato fra i maggiori storici italiani di storia contemporanea, le sue opere si caratterizzano per il fatto di sottolineare lo stretto legame tra XIX e XX secolo.
Partendo dal ruolo avuto dal Veneto nel Risorgimento, reinterpretò radicalmente la storia italiana, allontanandosi dalla storiografia ufficiale e criticandola, sottolineando come il germe che portò al fascismo fosse già insito nel liberalismo italiano ottocentesco.
Studioso laico e di formazione marxista, politicamente fu vicino alla sinistra libertaria. Fu iscritto alla CGIL e collaborò attivamente col suo istituto di ricerca IRES.
In occasione del suo pensionamento, nell'ottobre del 2012, i suoi colleghi e allievi gli hanno voluto dedicare il volume Pensare la nazione.
È morto il 23 giugno 2013, in seguito alle complicazioni di un'operazione legata al diabete, di cui soffriva da anni, aggravata da un infarto che lo aveva colpito nel gennaio dello stesso anno.
Alla Biblioteca di Storia di Padova gli è stata dedicata una sala  al terzo piano.

## Premi e riconoscimenti
- 1993:
  - Premio Acqui Storia per Storia dell'Italia Repubblicana[9]
  - Premio SISSCO per Storia dell'Italia Repubblicana[10]
- 2011: Premio Feudo di Maida per Retorica e politica[11]

## Opere
- Società e ideologie nel Veneto rurale. (1866-1898), Roma, Edizioni di Storia e Letteratura, 1976.
- Nazione e lavoro. Saggio sulla cultura borghese in Italia, 1870-1925, Venezia, Marsilio, 1979. ISBN 88-317-4959-5.
- Il Veneto  (cura di) , ,della serie Regioni dell'opera Storia d'Italia Einaudi, Torino, Einaudi, 1984. ISBN 88-06-05720-0.
- L'Italia nuova. Identità e sviluppo (1861-1988), Torino, Einaudi, 1988. ISBN 88-06-59318-8.
- Storia dell'Italia repubblicana. Dalla fine della guerra agli anni Novanta, Venezia, Marsilio, 1992. ISBN 88-317-5403-3.
- Patria. Circumnavigazione di un'idea controversa, Venezia, Marsilio, 1996. ISBN 88-317-6382-2.
- Raccontare la storia. Generi, narrazioni, discorsi, Venezia, Marsilio, 2004. ISBN 88-317-8538-9.
- Retorica e politica. Alle origini dell'Italia contemporanea, Roma, Donzelli, 2011. ISBN 978-88-6036-561-3.